# Simon Mignolet
Simon Luc Hildebert Mignolet (Sint-Truiden, 6 maart 1988) is een Belgische voetballer die dienstdoet als doelman. Sinds augustus 2019 speelt hij bij Club Brugge dat hem had overgenomen van Liverpool FC. Mignolet debuteerde in 2010 in het Belgisch voetbalelftal, waarmee hij op de WK's van 2014, 2018 en 2022 aanwezig was als tweede doelman. Op de EK's van 2016 en 2020 maakte hij ook deel uit van de selectie. Mignolet speelde in dertien jaar 35 interlands.

## Clubcarrière

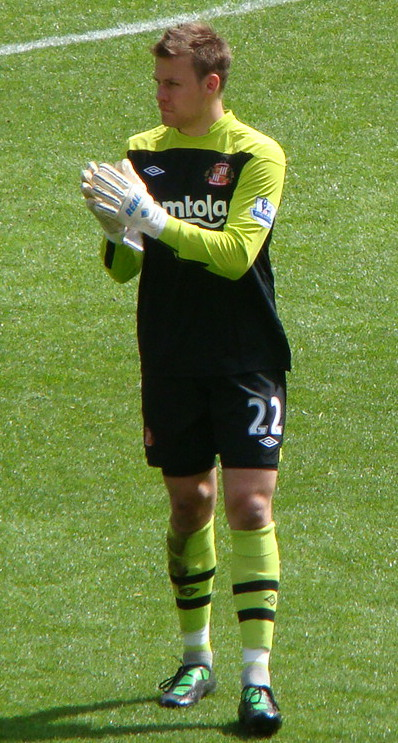
Mignolet bij Sunderland.

### Jeugd
Mignolet begon op zesjarige leeftijd met voetballen. Hij begon als veldspeler. Zijn eerste club was het lokale Brustem VV. Na drie jaar trok hij naar de jeugd van KSK Tongeren. Dit verruilde hij na een jaar voor Sint-Truidense VV. Daar kreeg hij de kritiek te lang, slungelig en te traag te zijn voor een veldspeler. Hierdoor vertrok hij naar de jeugd van Sporting Aalst. De jeugdtrainer daar plaatste hem meteen in het doel. Op het moment dat hij voor het eerst tussen de palen stond, was Mignolet veertien jaar. Sint-Truidense VV klopte daarop aan om Mignolet terug te halen, wat gebeurde.

### Sint-Truiden VV
Mignolet begon aan het seizoen 2006/2007 als derde doelman van Sint-Truidense VV en pikte twee competitiewedstrijden mee. In het volgende seizoen won hij de strijd met Frank Boeckx voor de positie als eerste keeper. In het seizoen 2008-2009 scoorde hij een doelpunt voor Sint-Truidense VV. De supporters en spelers van Sint-Truidense VV drongen erop aan dat hij een penalty zou nemen. Zijn schot strandde op de doelman, maar hij scoorde de rebound. Zijn prestaties in het seizoen 2009-2010 wekten de interesse van verschillende clubs waaronder: RSC Anderlecht, PSV, FC Twente, Sunderland AFC en Udinese. Hij werd in dat seizoen Belgisch Keeper van het Jaar en kwam in juni 2010 een transfer overeen met Sunderland. Mignolet zou verkocht zijn voor ongeveer 2,2 miljoen euro.

### Sunderland
Op 15 augustus 2010 maakte Mignolet met Sunderland zijn debuut met in de Premier League, tegen Birmingham City. De wedstrijd eindigde op een 2-2 gelijkspel. In deze wedstrijd werd hij Man van de Match. Hij mocht ook de volgende weken aantreden tegen onder meer Arsenal, West Ham United, Liverpool, Manchester United, Blackburn Rovers en Aston Villa. Mignolet hield vier wedstrijden op rij de netten schoon. Na een 5-1-verlies tegen Newcastle United werd Craig Gordon weer eerste doelman. Hierdoor kwam Mignolet niet meer in actie tot 8 januari 2011. In februari kreeg Gordon een knieblessure. Hierdoor werd Mignolet weer eerste doelman. In een wedstrijd tegen en in Arsenal hield hij de netten schoon. De wedstrijd eindigde op een 0-0 gelijkspel. Trainer van Sunderland, Steve Bruce deelde mee dat de jonge keeper een goede start had gemaakt in de Premier League. Op het einde van het seizoen 2010-2011 ontving hij van de supporters, spelers en bestuur van Sunderland AFC de Young Player of the Year Award.
In het begin van seizoen 2011/2012 begon Mignolet als eerste doelman voor Sunderland in Liverpool tegen Liverpool. De wedstrijd eindigde in een 1-1 gelijkspel. Eind oktober 2011 raakte bekend dat de Italiaanse club AC Milan hem al verschillende wedstrijden kwam scouten.
Tijdens een wedstrijd op 29 oktober 2011 tegen Aston Villa moest hij het veld met een gebroken neus verlaten na een botsing met Aston Villa-speler Emile Heskey. Bij het incident was de stand 1-1. Mignolet werd vervangen door Keiren Westwood. De wedstrijd eindigde in een 2-2 gelijkspel. Uit verdere onderzoeken bleek dat Mignolet niet alleen een gebroken neus had overgehouden aan de botsing, maar ook een gebroken oogkas en een gebroken jukbeen.
Op 1 januari 2012 maakte Mignolet in het Stadium of Light zijn rentree in de Premier League, tegen Manchester City, nadat hij 1,5 maand geblesseerd was. Danzkij een speciaal neusmasker hoefde hij vier weken minder geblesseerd toe te kijken. De wedstrijd eindigde in een 1-0 overwinning.
Op het einde van seizoen 2011/2012 won Mignolet de strijd met Gordon om de basisplaats onder de lat van Sunderland. Gordon was op dat moment de duurste keeper ooit in de Premier League. Op het einde van het seizoen werd Gordons contract ontbonden en mocht hij de club verlaten.
In oktober 2012 werd er in verschillende Engelse media verteld dat Mignolet in beeld was bij Manchester United. Trainer Alex Ferguson zou zijn oog hebben laten vallen op Mignolet als vervanger voor David De Gea. In december 2012 werd er dan weer in verschillende media verteld dat Mignolet ook in beeld was bij Arsenal en Chelsea. Uit statistieken bleek dat hij in het kalenderjaar 2012 de meeste ballen pakte in de Premier League. Hij hield vijftien keer de nul. Enkel Joe Hart deed het met zeventien clean sheets beter.
Na het seizoen 2012/2013 raakte bekend dat er onderhandelingen tussen Mignolet en Liverpool waren. Hij werd ook meermaals gelinkt aan Arsenal, Manchester United en Napoli.

### Liverpool
Op 25 juni 2013 maakte Mignolet de overgang naar Liverpool. Volgens de media tekende hij een contract voor vijf jaar. Liverpool betaalde 12,5 miljoen euro. Hiermee was Mignolet de duurste Belgische keeper ooit en de vijfde duurste keeper ter wereld. Hij was ook de eerste Belg ooit die bij Liverpool tekende. Op 17 augustus 2013 maakte Mignolet zijn voor Liverpool, debuut tegen Stoke City. In de 87ste minuut stopte hij een penalty van Jonathan Walters. Meteen daarna pakte hij ook de rebound. Mignolet werd uitgeroepen tot man van de wedstrijd. In de maand september van 2013 werd hij verkozen tot 'Speler van de maand' bij Liverpool.
In december 2013 werd Mignolet door de lezers van het Engelse voetbaltijdschrift 'Match of the day' uitgeroepen tot doelman van het jaar 2013 in Engeland.
Op het einde van seizoen 13/14 eindigde hij met Liverpool als tweede in de Premier League, achter kampioen Manchester City. Hierbij kwalificeerde hij zich voor het eerst in zijn carrière voor de Champions League.
Tijdens de voorbereiding op het seizoen 2014/15 was Mignolet met Liverpool op stage in de Verenigde Staten. Hier schonk hij op 31 juli 2014 de zege tegen Manchester City in een oefenwedstrijd in het Yankee Stadium. Na 90 minuten stond de stand 2-2 waarop trainer Brendan Rodgers Mignolet erin bracht voor Brad Jones. Mignolet mocht zich meteen opmaken voor strafschoppen. Hierbij maakte hij drie reddingen op strafschoppen van Aleksandar Kolarov, Yaya Touré en Jesús Navas. De reeks eindigde in 3-1.
Op 16 september 2014 maakte Mignolet zijn Europees debuut, thuis op Anfield, in het Champions League duel tegen PFK Ludogorets. De wedstrijd eindigde op 2-1.
Later in het seizoen 2014-2015 werd hij, door slechte resultaten naar de bank verwezen door Brendan Rodgers maar in de wedstrijd op boxing day op het veld van Burnley FC nam hij zijn plaats onder de lat weer in nadat Brad Jones zich na 15 minuten blesseerde. Sindsdien is hij opnieuw een vaste waarde in het eerste elftal.
Op 1 april 2015 maakte het Engelse WhoScored.com een statistiek van Mignolet bekend. Hij maakte in de voorgaande drie seizoenen 320 reddingen in de Premier League. Geen enkele doelman deed er meer.
Op 11 mei 2015 won hij de trofee van Player of the Year bij zijn club Liverpool FC.

### Club Brugge
In augustus 2019 tekende Mignolet een vijfjarig contract bij Club Brugge, waarmee ongeveer 7 miljoen euro was gemoeid. Op 15 januari 2020 won hij de trofee voor doelman van het jaar op het gala van de Belgische Gouden Schoen 2019. In 2020, 2021 en 2022 werd Mignolet kampioen van België met Club Brugge en hij won er tweemaal de Supercup. Eind september 2022 verlengde de doelman zijn contract tot medio 2026. Hij was de held in de champions league campagne van het seizoen 2022-2023. Hij slaagde erin om in de eerste 4 groepswedstrijden een clean sheet te behalen en was daardoor een bepalende factor in het halen van de volgende ronde. Vooral tijdens de wedstrijden tegen Atletico Madrid kon hij zich onderscheiden met mooie en bepalende reddingen. Deze prestaties zorgden ervoor dat hij met de grootste voorsprong ooit de gouden schoen won in januari 2023. Hij won met 451 punten voorsprong op ploeggenoot Casper Nielsen die tweede eindigde. 

## Clubstatistieken
| Seizoen         | Club              | Land              | Competitie         | Competitie | Competitie | Beker | Beker | Internationaal | Internationaal | Totaal | Totaal |
| Seizoen         | Club              | Land              | Competitie         | Wed.       | Dlp.       | Wed.  | Dlp.  | Wed.           | Dlp.           | Wed.   | Dlp.   |
| --------------- | ----------------- | ----------------- | ------------------ | ---------- | ---------- | ----- | ----- | -------------- | -------------- | ------ | ------ |
| 2006/07         | Sint-Truidense VV | Vlag van België   | Jupiler Pro League | 2          | 0          | 0     | 0     | —              | —              | 2      | 0      |
| 2007/08         | Sint-Truidense VV | Vlag van België   | Jupiler Pro League | 25         | 0          | 1     | 0     | —              | —              | 26     | 0      |
| 2008/09         | Sint-Truidense VV | Vlag van België   | Exqi League        | 35         | 1          | 1     | 0     | —              | —              | 36     | 1      |
| 2009/10         | Sint-Truidense VV | Vlag van België   | Jupiler Pro League | 39         | 0          | 1     | 0     | —              | —              | 40     | 0      |
| Club Totaal     | Club Totaal       | Club Totaal       | Club Totaal        | 101        | 1          | 3     | 0     | 0              | 0              | 106    | 1      |
| 2010/11         | Sunderland AFC    | Vlag van Engeland | Premier League     | 23         | 0          | 3     | 0     | —              | —              | 26     | 0      |
| 2011/12         | Sunderland AFC    | Vlag van Engeland | Premier League     | 29         | 0          | 6     | 0     | —              | —              | 35     | 0      |
| 2012/13         | Sunderland AFC    | Vlag van Engeland | Premier League     | 38         | 0          | 2     | 0     | —              | —              | 40     | 0      |
| Club Totaal     | Club Totaal       | Club Totaal       | Club Totaal        | 90         | 0          | 11    | 0     | 0              | 0              | 101    | 0      |
| 2013/14         | Liverpool FC      | Vlag van Engeland | Premier League     | 38         | 0          | 2     | 0     | —              | —              | 40     | 0      |
| 2014/15         | Liverpool FC      | Vlag van Engeland | Premier League     | 36         | 0          | 10    | 0     | 8              | 0              | 54     | 0      |
| 2015/16         | Liverpool FC      | Vlag van Engeland | Premier League     | 34         | 0          | 6     | 0     | 15             | 0              | 55     | 0      |
| 2016/17         | Liverpool FC      | Vlag van Engeland | Premier League     | 28         | 0          | 3     | 0     | —              | —              | 31     | 0      |
| 2017/18         | Liverpool FC      | Vlag van Engeland | Premier League     | 19         | 0          | 1     | 0     | 3              | 0              | 22     | 0      |
| 2018/19         | Liverpool FC      | Vlag van Engeland | Premier League     | 0          | 0          | 2     | 0     | 0              | 0              | 2      | 0      |
| Club Totaal     | Club Totaal       | Club Totaal       | Club Totaal        | 155        | 0          | 24    | 0     | 26             | 0              | 204    | 0      |
| 2019/20         | Club Brugge       | Vlag van België   | Jupiler Pro League | 27         | 0          | 5     | 0     | 12             | 0              | 44     | 0      |
| 2020/21         | Club Brugge       | Vlag van België   | Jupiler Pro League | 38         | 0          | 2     | 0     | 7              | 0              | 47     | 0      |
| 2021/22         | Club Brugge       | Vlag van België   | Jupiler Pro League | 39         | 0          | 4     | 0     | 6              | 0              | 49     | 0      |
| 2022/23         | Club Brugge       | Vlag van België   | Jupiler Pro League | 39         | 0          | 3     | 0     | 8              | 0              | 49     | 0      |
| 2023/24         | Club Brugge       | Vlag van België   | Jupiler Pro League | 15         | 0          | 1     | 0     | 9              | 0              | 25     | 0      |
| 2024/25         | Club Brugge       | Vlag van België   | Jupiler Pro League | 16         | 0          | 0     | 0     | 5              | 0              | 21     | 0      |
| Club Totaal     | Club Totaal       | Club Totaal       | Club Totaal        | 158        | 0          | 15    | 0     | 42             | 0              | 214    | 0      |
| Carrière totaal | Carrière totaal   | Carrière totaal   | Carrière totaal    | 502        | 1          | 53    | 0     | 68             | 0              | 623    | 1      |

## Interlandcarrière
In 2010 werd Mignolet door Georges Leekens voor het eerst opgeroepen voor de Rode Duivels waar Logan Bailly, Jean-François Gillet en Silvio Proto toen streden voor de positie van eerste doelman. Op 25 maart 2011 maakte hij zijn debuut bij de Rode Duivels, tegen Oostenrijk. Hij maakte de 90 minuten rond, hield de netten schoon en hielp zo België naar een 0-2-overwinning.
Tijdens een vriendschappelijke interland tegen Slovenië op 10 augustus 2011 had hij niet veel werk, maar maakte in de extra tijd een redding. Na de interland verklaarde bondscoach Georges Leekens het volgende:

"Simon heeft me nog nooit ontgoocheld" – "Hij had een hele match niets te doen, maar in de blessuretijd maakte hij wel de juiste redding" – "Er staat hem nog een grote toekomst te wachten, hij werkt als gek en juist daarom zal Sunderland hem niet kunnen houden, die club is zijn eindstation niet."
— Georges Leekens

Op 11 oktober 2011 verloor hij voor de eerste keer met de Rode Duivels, in en tegen Duitsland. De wedstrijd eindigde in 3-1. Ondanks de drie tegengoals werd hij wel gezien als de best presterende Rode Duivel van de avond, mede dankzij enkele goede reddingen.
Op 15 augustus 2012 leek hij zijn basisplaats onder de lat van de nationale ploeg kwijt te zijn. Voor de 125ste clash der lage landen tegen Nederland koos de nieuwe bondscoach Marc Wilmots voor Thibaut Courtois als eerste doelman.
Op 13 mei 2014 maakte bondscoach Marc Wilmots bekend dat hij tot de definitieve selectie van de Rode Duivels voor het WK 2014 in Brazilië behoorde. Wilmots koos echter hele hele toernooi voor Courtois als eerste doelman. België bereikte de kwartfinale waarin Argentinië te sterk was.
Op 10 oktober 2015, bijna twee jaar nadat hij nog eens in doel stond bij de Rode Duivels, mocht hij starten in het kwalificatieduel voor het EK 2016 in Frankrijk. Dit tegen en in Andorra. Dit omdat Thibaut Courtois een blessure had en zo drie maanden buiten strijd was.
De wedstrijd eindigde in een 1-4-overwinning voor België. Met deze overwinning kwalificeerde de Rode Duivels zich voor het Europees kampioenschap voetbal 2016 in Frankrijk.
Ook de volgende kwalificatiewedstrijd, thuis tegen Israël, stond Mignolet tussen de palen. België won de wedstrijd met 3-1. Door deze overwinning werd België voor het eerst in de geschiedenis nummer 1 op de FIFA-wereldranglijst.
Hij ging zowel voor het EK 2016 als het WK 2018 mee als tweede doelman, maar speelde ook op deze tornooien geen enkele wedstrijd.
Op 11 maart 2023 maakt Simon bekend dat hij zal stoppen als Rode Duivel. Er zijn nog gesprekken geweest met de nieuwe bondscoach Domenico Tedesco om Simon te overtuigen, maar Simon ziet ook dat er genoeg Belgisch talent is en wil andere jonge doelmannen niet afremmen. Hiermee komt dus een einde aan zijn dertienjarige interlandcarrière waarin hij in 35 interlands actief was. Eerder haakte ook al kapitein Eden Hazard en Toby Alderweireld af na het teleurstellende WK in Qatar. Mignolet behoorde tot de beste generatie Rode Duivels ooit, de "Gouden Generatie".
| Interlands van Simon Mignolet voor België | Interlands van Simon Mignolet voor België | Interlands van Simon Mignolet voor België | Interlands van Simon Mignolet voor België | Interlands van Simon Mignolet voor België | Interlands van Simon Mignolet voor België | Interlands van Simon Mignolet voor België |
| Nr.                                       | Datum                                     | Wedstrijd                                 | Uitslag                                   | Soort wedstrijd                           | Doelpunten                                |                                           |
| Als speler bij Sunderland AFC             | Als speler bij Sunderland AFC             | Als speler bij Sunderland AFC             | Als speler bij Sunderland AFC             | Als speler bij Sunderland AFC             | Als speler bij Sunderland AFC             | Als speler bij Sunderland AFC             |
| ----------------------------------------- | ----------------------------------------- | ----------------------------------------- | ----------------------------------------- | ----------------------------------------- | ----------------------------------------- | ----------------------------------------- |
| 1.                                        | 25 maart 2011                             | Oostenrijk – België                       | 0 – 2                                     | Kwalificatie EK 2012                      | -                                         |                                           |
| 2.                                        | 29 maart 2011                             | België – Azerbeidzjan                     | 4 – 1                                     | Kwalificatie EK 2012                      | -                                         |                                           |
| 3.                                        | 3 juni 2011                               | België – Turkije                          | 1 – 1                                     | Kwalificatie EK 2012                      | -                                         |                                           |
| 4.                                        | 10 augustus 2011                          | Slovenië – België                         | 0 – 0                                     | Vriendschappelijk                         | -                                         |                                           |
| 5.                                        | 2 september 2011                          | Azerbeidzjan – België                     | 1 – 1                                     | Kwalificatie EK 2012                      | -                                         |                                           |
| 6.                                        | 6 september 2011                          | België – Verenigde Staten                 | 1 – 0                                     | Vriendschappelijk                         | -                                         |                                           |
| 7.                                        | 7 oktober 2011                            | België – Kazachstan                       | 4 – 1                                     | Kwalificatie EK 2012                      | -                                         |                                           |
| 8.                                        | 11 oktober 2011                           | Duitsland – België                        | 3 – 1                                     | Kwalificatie EK 2012                      | -                                         |                                           |
| 9.                                        | 29 februari 2012                          | Griekenland – België                      | 1 – 1                                     | Vriendschappelijk                         | -                                         |                                           |
| 10.                                       | 2 juni 2012                               | Engeland – België                         | 1 – 0                                     | Vriendschappelijk                         | -                                         |                                           |
| 11.                                       | 14 november 2012                          | Roemenië – België                         | 2 – 1                                     | Vriendschappelijk                         | -                                         |                                           |
| 12.                                       | 29 mei 2013                               | Verenigde Staten – België                 | 2 – 4                                     | Vriendschappelijk                         | -                                         |                                           |
| Als speler bij Liverpool FC               |                                           |                                           |                                           |                                           |                                           |                                           |
| 13.                                       | 14 november 2013                          | België – Colombia                         | 0 – 2                                     | Vriendschappelijk                         | -                                         |                                           |
| 14.                                       | 19 november 2013                          | België – Japan                            | 2 – 3                                     | Vriendschappelijk                         | -                                         |                                           |
| 15.                                       | 10 oktober 2015                           | Andorra – België                          | 1 – 4                                     | Kwalificatie EK 2016                      | -                                         |                                           |
| 16.                                       | 13 oktober 2015                           | België – Israël                           | '3 – 1                                    | Kwalificatie EK 2016                      | -                                         |                                           |
| 17.                                       | 14 november 2015                          | België – Italië                           | 3 – 1                                     | Vriendschappelijk                         | -                                         |                                           |
| 18.                                       | 9 november 2016                           | Nederland – België                        | 1 – 1                                     | Vriendschappelijk                         | -                                         |                                           |
| 19.                                       | 28 maart 2017                             | Rusland – België                          | 3 – 3                                     | Vriendschappelijk                         | -                                         |                                           |
| 20.                                       | 14 november 2017                          | België – Japan                            | 1 – 0                                     | Vriendschappelijk                         | -                                         |                                           |
| 21.                                       | 27 maart 2018                             | België – Saoedi-Arabië                    | 4 – 0                                     | Vriendschappelijk                         | -                                         |                                           |
| 22.                                       | 16 oktober 2018                           | België – Nederland                        | 1 – 1                                     | Vriendschappelijk                         | -                                         |                                           |
| Als speler bij Club Brugge                |                                           |                                           |                                           |                                           |                                           |                                           |
| 23.                                       | 19 november 2019                          | België – Cyprus                           | 6 – 1                                     | Kwalificatie EK 2020                      | -                                         |                                           |
| 24.                                       | 5 september 2020                          | Denemarken – België                       | 0 – 2                                     | UEFA Nations League 2020/21               | -                                         |                                           |
| 25.                                       | 8 september 2020                          | België – IJsland                          | 5 – 1                                     | UEFA Nations League 2020/21               | -                                         |                                           |
| 26.                                       | 8 oktober 2020                            | België – Ivoorkust                        | 1 – 1                                     | Vriendschappelijk                         | -                                         |                                           |
| 27.                                       | 11 oktober 2020                           | Engeland – België                         | 2 – 1                                     | UEFA Nations League 2020/21               | -                                         |                                           |
| 28.                                       | 14 oktober 2020                           | IJsland – België                          | 1 – 2                                     | UEFA Nations League 2020/21               | -                                         |                                           |
| 29.                                       | 11 november 2020                          | België – Zwitserland                      | 2 – 1                                     | Vriendschappelijk                         | –                                         |                                           |
| 30.                                       | 30 maart 2021                             | België – Wit-Rusland                      | 8 – 0                                     | Kwalificatie WK 2022                      | -                                         |                                           |
| 31.                                       | 3 juni 2021                               | België – Griekenland                      | 1 – 1                                     | Vriendschappelijk                         | -                                         |                                           |
| 32.                                       | 26 maart 2022                             | Ierland – België                          | 2 – 2                                     | Vriendschappelijk                         | -                                         |                                           |
| 33.                                       | 3 juni 2022                               | België – Nederland                        | 1 – 4                                     | UEFA Nations League 2022/23               | -                                         |                                           |
| 34.                                       | 8 juni 2022                               | België – Polen                            | 6 – 1                                     | UEFA Nations League 2022/23               | -                                         |                                           |
| 35.                                       | 14 juni 2022                              | Polen – België                            | 0 – 1                                     | UEFA Nations League 2022/23               | -                                         |                                           |
| Totaal                                    | Totaal                                    | Totaal                                    | Totaal                                    | Totaal                                    | 0                                         |                                           |

Bijgewerkt t/m 11 juni 2022

## Erelijst
| Competitie            |                   |                                    |                   |                   |
| Competitie            | Aantal            | Jaren                              |                   |                   |
| Sint-Truidense VV     | Sint-Truidense VV | Sint-Truidense VV                  | Sint-Truidense VV | Sint-Truidense VV |
| --------------------- | ----------------- | ---------------------------------- | ----------------- | ----------------- |
| Tweede klasse         | 1x                | 2008/09                            |                   |                   |
| Liverpool FC          |                   |                                    |                   |                   |
| UEFA Champions League | 1x                | 2018/19                            |                   |                   |
| Club Brugge           |                   |                                    |                   |                   |
| Eerste klasse A       | 4x                | 2019/20, 2020/21, 2021/22, 2023/24 |                   |                   |
| Beker van België      | 1x                | 2024/25                            |                   |                   |
| Belgische Supercup    | 3x                | 2021, 2022, 2025                   |                   |                   |

| Competitie | Winnaar | Winnaar | Runner-up | Runner-up | Derde  | Derde  |
| Competitie | Aantal  | Jaren   | Aantal    | Jaren     | Aantal | Jaren  |
| België     | België  | België  | België    | België    | België | België |
| ---------- | ------- | ------- | --------- | --------- | ------ | ------ |
| WK voetbal |         |         |           |           | 1x     | 2018   |

| Competitie                            | Aantal | Jaren                  |
| ------------------------------------- | ------ | ---------------------- |
| Individueel                           |        |                        |
| Sint-Truidense VV Speler van het jaar | 2x     | 2009, 2010             |
| Keeper van het Jaar                   | 2x     | 2010, 2021             |
| Keeper van het Jaar (Gouden schoen)   | 4x     | 2019, 2020, 2021, 2022 |
| North East Player of the Year         | 1x     | 2013                   |
| MOTD Keeper of the Year               | 1x     | 2013                   |
| Sunderland Speler van het Jaar        | 1x     | 2013                   |
| Liverpool Speler van het Jaar         | 1x     | 2015                   |
| Club Brugge Speler van het Jaar       | 1x     | 2022                   |
| Clean Sheet                           | 2x     | 2019/20, 2020/21       |
| Gouden schoen                         | 1x     | 2022                   |

## Trivia
- Mignolet is sportambassadeur voor Sint-Truiden.
- In zijn thuisstad Sint-Truiden heeft hij samen met zijn broer een koffiebar.
- Mignolet heeft een diploma in de politieke wetenschappen behaald aan de KU Leuven.
- Hij is ambassadeur van Warme William, een organisatie die zich inzet voor het mentale welzijn van kinderen en jongeren in Vlaanderen.[14]
- In 2024 neemt hij deel aan de Slimste Mens ter Wereld.